# Tony Hart
Norman Antony "Tony" Hart ( * 15 de octubre de 1925 – 18 de enero de 2009) fue un artista inglés y presentador de televisión para niños.
Inspiró a varias generaciones de niños en el Reino Unido, que les animó a dibujar y a hacer manualidades y se convirtió en el rostro más conocido de la tele gracias a sus programas infantiles de la BBC, falleció a los 83 años después de una larga enfermedad.
Durante 50 años, Hart fue el mejor amigo de los niños que soñaban con ser artistas, a quienes enseñó a hacer figuras de plastilina, cuadros con diversos materiales y demás obras en sus programas televisivos 'Vision On', 'Take Hart' and 'Hartbeat'. Pero antes de asomarse a la pequeña pantalla, Tony sirvió en el ejército británico y trabajó pintando las paredes de algunos restaurantes de comida rápida.
Su destino cambió en 1952, cuando conoció en una fiesta al productor de contenidos infantiles de la BBC. Éste le ofreció un trabajo como ilustrador, pero enseguida descubrió su potencial como comunicador. A partir de entonces, Hart se hizo un hueco en la parrilla y llegó a ganar dos premios BAFTA.
Nacido en Maidstone, Kent, en octubre de 1925, desde muy pequeño mostró su interés por el dibujo, la asignatura que mejor se le daba en el colegio. Cuando acabó el instituto se alistó en el Ejército, pero pronto lo dejó para seguir su sueño: ser artista profesional, algo que finalmente consiguió en la televisión.
Tras una larga carrera, su mala salud forzó su retirada en 2001, después de haber sufrido varios infartos que, además, le impidieron seguir dibujando. "Dibujar ha sido mi pasión durante toda la vida, así que mi vida ha cambiado por completo después de los infartos", indicó un día.